# أحمد عبدي كاري
أحمد عبدي كاري " قور قور " (بالصومالية: Axmed Cabdi Kaariye)‏، سياسي صومالي الرئيس الحالي لـولاية غلمدغ.

## خلفية تاريخية

### النشأة
ولد قور قور في مدينة هوبيو الساحلية في الصومال عام 1968.

## حياته المهنية

### انخراطه في العملية السياسية
قبل انتخابه رئيسًا لولاية غلمدغ، شغل كاري منصب وزير الدولة في وزارة الأشغال العامة وإعادة الإعمار والإسكان في الحكومة الفيدرالية الصومالية. 

### رئيس ولايةغلمدغ
في 2 فبراير 2020 انتخب مجلس النواب في ولاية غلمدغ أحمد عبدي كاري قور قور بواقع 66 صوتا مقابل 9 لمنافسه عبد الله أحمد سمتر خلفا لـأحمد دعالي جيلي الذي رفض الاعتراف بالحكومة المنتخبة في بادئ الأمر، إلا أنه أعلن عن تنازله في 13 أبريل 2020 وسلم المنصب بشكل سلمي لخلفه قور قور
وبحسب كاري، فإن مهامه الرئيسية كرئيس للولاية تتمثل في نزع سلاح ميليشيات العشائر المحلية ودمجها في القوات المسلحة الصومالية وبناء ميناء هوبيو.  وترسيخ الديمقراطية والتداول السلمي للسلطة. 
في 2 يونيو 2020 ، أعلن قور قور عن خطة جديدة لنزع سلاح مليشيات العشائر في ولاية غلمدغ خلال خطاب ألقاه في مدينة جالكعيو، كما أعلن أنه من غير القانوني حمل السلاح لغير أفراد القوات المسلحة. 

### العلاقة مع الحكومة الفيدرالية
تميّز كاري عن غيره من رؤسال الولايات الفيدرالية بتصريحه بعلاقته الوثيقة مع الحكومة الصومالية، في الوقت الذي شهدت فيه الأجواء السياسية توترا، حيث دعا رؤساءَ الولايات المقاطعة للمشاورات إلى المشاركة في المفاوضات للتوصل إلى توافق سياسي كما استضاف مؤتمر طوس مريب في الفترة ما بين 11 يوليو 2020 و23 يوليو من نفس العام، وشهد المؤتمر ثلاث جولات من المفاوضات الشاقة بين الأطراف الصومالية لتحديد مسار للانتخابات الرئاسية والنيابية، واتُّفق على إجراء الانتخابات في موعدها، لتبديد مخاوف المعارضة ورؤساء الولايات من التمديد، والقفز على بنود الدستور، إلا أن ولايتي بونتلاند وجوبا لاند قاطعتا الجولة الثالثة من الانتخابات، ولاستكمال أعمال مؤتمر طوسمريب، وحل الخلافات العالقة، انطلقت المفاوضات مجددا في مقديشو، في 13 سبتمبر، وانتهت المشاورات إلى اتفاق تاريخي في 15 سبتمبر مهّد الطريق للانتخابات الرئاسية الصومالية 2022